# Bernard Diomède
Bernard Diomède (Saint-Doulchard, 1974. január 23. –) francia válogatott labdarúgó.

## Pályafutása
Pályafutását az AJ Auxerre csapatánál kezdte. A Ligue 1-ben 1992-ben mutatkozott be. Az Auxerret 8 éven keresztül erősítette. 1996-ban Guy Roux kezei alatt, mind a francia bajnokságot, mind a francia kupát sikerült megnyernie csapatával. Összesen 176 alkalommal szerepelt az Auxerre színeiben és ezeken a találkozókon 30 gólt szerzett.
2000-ben 3 millió Ł értékében a Gerard Houllier által irányított Liverpoolhoz szerződött. Bemutatkozására a Sunderland elleni mérkőzésen került sor. Azonban nem maradt sokáig Angliában és csupán 5 mérkőzésen szerepelt liverpooli színekben. 2003 januárjában az Ajacciohoz került kölcsönbe. A 2003–2004-es idényben 32 mérkőzésen 7 találatot jegyzett és ekkor már ténylegesen is a klub játékosa volt. Az ezt követő időszakban már csak alacsonyabb osztályú csapatokban szerepelt. A 2004–2005-ös szezont a másodosztályú Créteil, majd a 2005–2006 szezont a harmadosztályú Clermont Foot együtteseinél töltötte.
2008. január 18-án végleg bejelentette visszavonulását, mivel az azt megelőző 18 hónapban nem volt egyetlen klub tagja sem.	

### Felnőttválogatott
A felnőttválogatottban 1998. január 28-án szerepelt először egy Spanyolország elleni mérkőzésen. Tagja volt az 1998-ban világbajnoki címet szerző francia válogatottnak. Három mérkőzésen is kezdőként kapott szerepet. Dánia és Szaúd-Arábia ellen a csoportmérkőzéseken, míg Paraguay ellen a nyolcaddöntőben. A világbajnokság után többé nem kapott helyet a nemzeti együttesben. Összesen 8 alkalommal húzhatta magár a címeres mezt és egyetlen gól sem szerzett.

## Díjak
- Franciaország
  - Világbajnok: (1998)
- AJ Auxerre
  - Francia bajnok: 1996
  - Francia kupagyőztes: 1996